# GB Group
GB Group, S.A. est un conglomérat économique diversifié basé à Port-au-Prince, Haïti. GB Group est la société mère de plus d'une douzaine d'entreprises détenant une place importante principalement dans les domaines des matériaux de construction, des biens de consommation, de l'énergie et des télécommunications.

## Historique
En 1972, Gilbert Bigio fait partie d'un groupe d'investisseurs qui inaugure Aciérie d'Haïti, la première aciérie du pays . Dans les années 1980, Gilbert Bigio en devient l'actionnaire majoritaire et l'aciérie détient le quasi-monopole de l'acier sur le marché haïtien.
En 1981, le groupe fonde Huileries Haïtiennes, une usine de raffinage d'huile alimentaire.

## Activités
Les activités de GB Group sont diversifiées et s'étendent dans plusieurs domaines, mais reposent entre autres sur quatre secteurs connus :

### Construction
- Aciérie d'Haïti - Distributeur d'acier et de bois. Jadis considérée comme étant la plus grande entreprise privée haïtienne, elle demeure aujourd'hui la plus grande entreprise de matériaux de construction.

- Immocaraïbes - Promoteur immobilier spécialisé dans l'architecture caraïbéenne.

### Biens de consommation
- Huileries haïtiennes (Huhsa) - Fabricant de biens de consommation. Usine de raffinage d'huile alimentaire au début, Huhsa est maintenant aussi un fabricant de savon, de détergent, de margarine et distributeur exclusif pour Haïti de plusieurs compagnies internationales; devenu le plus grand fournisseur de biens de consommation.
- Telecom Solutions - Distributeur de téléphones mobiles et de cartes prépayées pour Digicel en Haïti. Coentreprise avec le groupe jamaïcain Facey Commodity. GB Group est aussi partenaire fondateur de Unigestion Holding, société mère de Digicel Haïti.

### Énergie
- GB Energy - Gestionnaire d'un réseau de plus de 200 stations d'essence Texaco en République Dominicaine, Jamaïque et Saint-Martin.

- Au début du mois de janvier 2016, GB Group vend, au Groupe financier national, ses parts (50 %) de Distributeurs Nationaux, S.A. (DINASA) qui gère un réseau de station-services sous le nom de National et Sodigaz qui est un distributeur de propane.

### Infrastructure
- Port Lafito - Port maritime privé, (Joint Venture avec Seaboard Corporation aux USA), aussi le plus profond d'Haïti, capable de recevoir des navires Panamax